# Monte Kenney
Il Monte Kenney (in lingua inglese: Mount Kenney) è una ripida vetta antartica, alta 2.030 m, nei Cathedral Peaks, situato 6 km a est del Ghiacciaio Shackleton e 19 km a nordovest del Monte Wade, nelle Prince Olav Mountains, catena montuosa che fa parte dei Monti della Regina Maud, in Antartide. 
Fu scoperto e fotografato nel corso dell'Operazione Highjump (1946-47) della U.S. Navy. 
La denominazione è stata assegnata dall'Advisory Committee on Antarctic Names (US-ACAN) in onore del luogotenente Leroy S. Kenney dell'United States Marine Corps Reserve, pilota di aerei e elicotteri dello Squadron VX-6 durante l'Operazione Deep Freeze.